# Benedikt Obermüller
Benedikt „Beni“ Obermüller (* 11. April 1930 in Rottach-Egern, Bezirksamt Miesbach; † 10. Mai 2005 ebenda) war ein deutscher Skirennläufer. Er galt in den 1950er Jahren als der stärkste Slalomfahrer des Deutschen Skiverbandes (DSV).
Obermüller wurde 1952 erstmals Deutscher Meister im Slalom. Bis 1959 folgten fünf weitere Meistertitel: 1953, 1955, 1957 und 1959 im Slalom, sowie 1959 zusätzlich im Riesenslalom. Ebenfalls im Winter 1952 nahm er in Oslo erstmals an Olympischen Winterspielen teil. In seiner Paradedisziplin, dem Slalom erreichte er den 13. Platz, in der Abfahrt kam er auf Rang 17, im Riesenslalom auf Rang 28.
Zum Höhepunkt seiner Karriere wurden die Weltmeisterschaften 1954 im schwedischen Åre, bei der er im Slalom hinter dem Norweger Stein Eriksen die Silbermedaille gewann. Sie war die erste Medaille für die alpinen Herren des DSV nach Ende des Zweiten Weltkriegs. Er war zwar im Jahr zuvor in fast allen Rennen in den Spitzenrängen, verletzte sich aber in Kitzbühel startete in Åre zum ersten Mal danach. Zwei Jahre später nahm Obermüller in Cortina d’Ampezzo noch einmal an den Olympischen Winterspielen teil und wurde im Slalom Neunter.